# アモラタル県

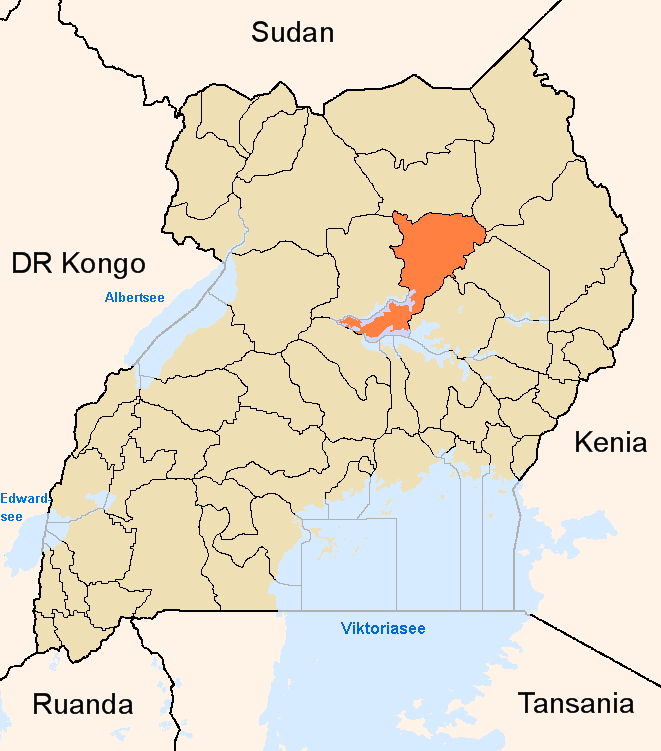
2001年から2005年のリラ県、南西部の半島がアモラタル県

アモラタル県 (アモラタルけん、Amolatar District) はウガンダ中部、ランゴ地方南部の県。2005年7月1日にリラ県の南部に置かれていたキオガ郡が分割され設置された。水域を合わせた面積は1,581.77 km²だが西部の湿地はナルバーレダムの過剰放流で洪水に悩まされることが多く、ほぼ常に水面下にある。2008年5月現在の知事に相当する第5地域議会 (LC5) の議長はアルフレッド・アドリである。

## 隣接する県
北にクワニア湖を挟みアパッチ県、北東に同様にリラ県から翌年に分割されたドコロ県、南東にテソ地方のカベラマイド県、南にキオガ湖を挟みブソガのカムリ県、ブガンダのカユンガ県、ナカソンゴラ県と接する。

## 脚註
1. ↑  Fred Ogwang, "Grow more trees – Adoli", Uganda Spotlight, May 28, 2008.